# 仲町 (川口市)
仲町（なかちょう）は、埼玉県川口市の町名。現行行政地名は仲町のみ。丁番を持たない単独町名である。住居表示実施地区。郵便番号は332-0022。

## 地理
川口市の南部に位置する。京浜東北線川口駅から西に800 mほど離れている。主に住宅地となっている。西川口、川口、南町と隣接する。

## 歴史

### 沿革
- 1974年（昭和49年）9月1日 - 住居表示実施に伴い、仲町一丁目から三丁目と宮町の一部をもって現在の仲町が成立した[5]。

## 世帯数と人口
2018年（平成30年）3月1日現在の世帯数と人口は以下の通りである。
| 町丁 | 世帯数    | 人口    |
| ---- | --------- | ------- |
| 仲町 | 1,280世帯 | 2,718人 |

## 小・中学校の学区
市立小・中学校に通う場合、学区（校区）は以下の通りとなる。
| 番地                                    | 小学校             | 中学校             |
| --------------------------------------- | ------------------ | ------------------ |
| 5番14号〜26号 7番9号〜12号 9番7号〜12号 | 川口市立仲町小学校 | 川口市立仲町中学校 |
| その他                                  | 川口市立飯仲小学校 | 川口市立仲町中学校 |

## 交通

### 道路
- 東京都道・埼玉県道68号練馬川口線
- 飯中小学校通り

## 施設
- 川口市立横曽根公民館
  - 川口市立横曽根図書館
- 川口市役所 老人福祉センター仲町たたら荘
  - 仲町東保育所
- 川口信用金庫仲町支店
- 仲町ふれあい公園